# Cosimo Fancelli

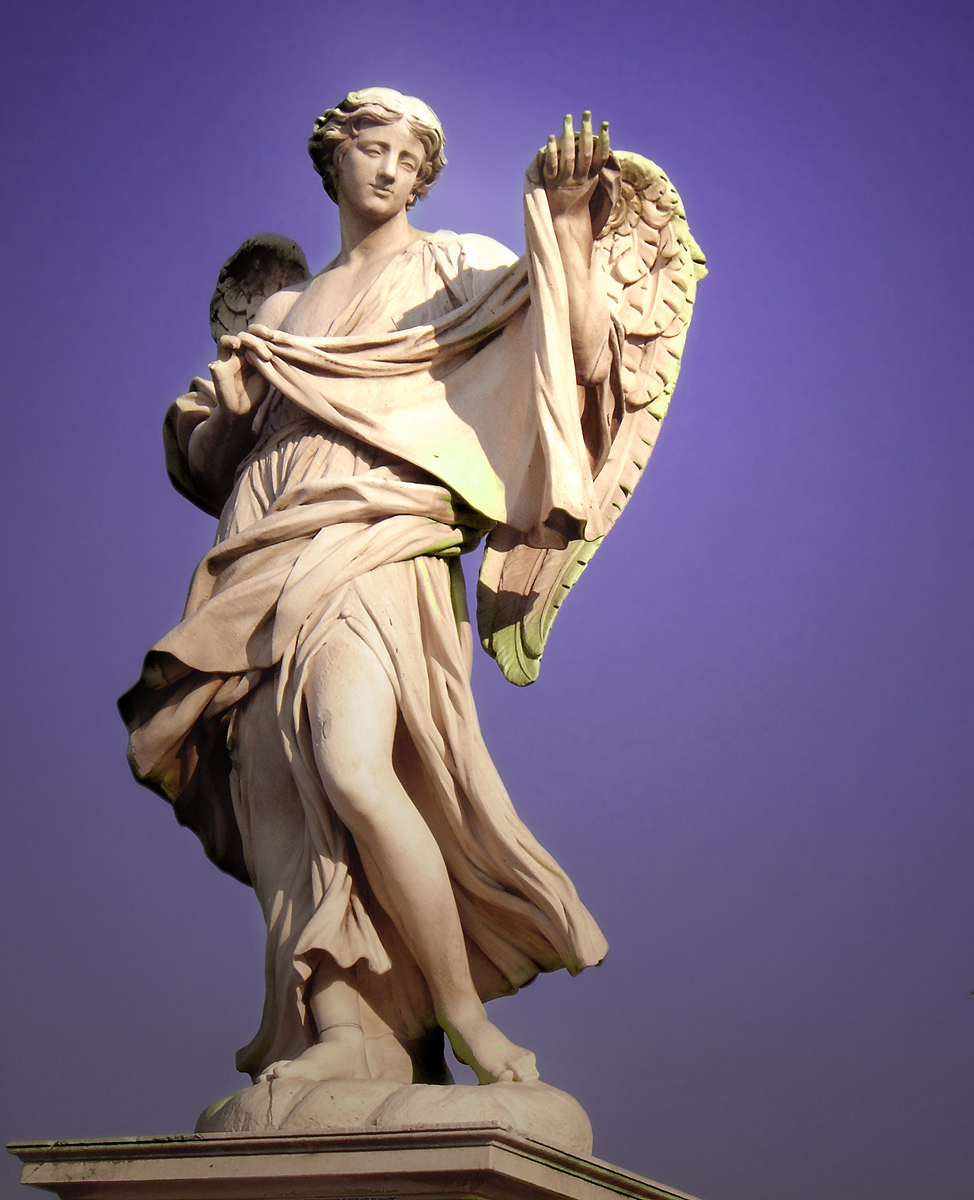
Engel mit dem Heiligen Antlitz, Engelsbrücke Rom

Cosimo Fancelli (* 1. Juli 1618 in Rom; † 3. April 1688 ebendort) war ein italienischer Bildhauer.

## Leben und Werke
Cosimo Fancelli wurde in Rom als Sohn von Carlo Fancelli, einem Bildhauer aus Settignano bei Florenz, geboren. In seiner Karriere als Bildhauer wurde er von seinem Bruder Giacomo Antonio Fancelli, einem Schüler von Gian Lorenzo Bernini, unterstützt. Zunächst arbeitete er mit seinem Bruder zusammen, aber die ersten Werke aus eigener Hand gehören zur Ausgestaltung des Petersdoms, die zwischen 1647 und 1648 die gesamte Werkstatt Berninis beschäftigte.
Aber schon 1645 machte ihn das Relief mit Christus, der Madonna, dem heiligen Johannes und dem heiligen Jakobus für die kleine Kirche im Inneren des Ospedale di San Giacomo, die sogenannte Kirche Santa Maria Portae Paradisi, zu einem eigenständigen Künstler. Nachdem er Berninis Einflussbereich verlassen hatte, arbeitete er zwischen 1946 und 1647 während der Ausgestaltung der Vatikanbasilika mit Pietro da Cortona zusammen.
In der Cerri-Kapelle der Kirche Il Gesù stammt die Statue der Justitia an seiner Hand. Auch bei der Zusammenarbeit mit Cortona wurde er zunächst von seinem Bruder unterstützt, der viele Werke seines jüngeren Bruders teilte, die inzwischen zu den gefragtesten Arbeiten der Familie gehörten. Zusammen mit Ercole Ferrata, Domenico De Rossi und seinem Bruder schuf er die Stuckdekoration für die Fresken von Cortona in Santa Maria in Vallicella. Er arbeitete mit dem toskanischen Maler bis zu dessen Tod im Jahr 1669 zusammen.
Für die Kirche Santi Luca e Martina schuf er die Statuen der Heiligen Theodora, der Heiligen Dorothea und der Heiligen Sabina. Im Jahr 1657 schmückte er zusammen mit Ercole Ferrata und Pietro da Cortona (Architekt der Fassade) die Kirche Santa Maria della Pace. An der Basilika Santa Maria in Via Lata arbeitete er um 1661 an zwei Reliefs, eines aus Terrakotta und eines aus Marmor.
Als Stuckateur arbeitete er zwischen 1667 und 1668 ein letztes Mal mit Cortona an der Kirche San Nicola da Tolentino zusammen. Im folgenden Jahr starb Cortona und sein Schüler Ciro Ferri trat an seine Stelle. In der Zwischenzeit schuf er auch andere Werke wie die Statue von Giovanni Spada für die Kirche San Girolamo della Carità. Zusammen mit Borromini hat er den Palazzo della Propaganda Fide ausgeschmückt.
Nach seiner Rückkehr zu Bernini beteiligte er sich an der bildhauerischen Ausschmückung der Engelsbrücke, wo sich eines seiner besten Werke befindet: die Statue des Engels mit dem Heiligen Antlitz aus dem Jahr 1670, eine der schönsten der Brücke. Gegen Ende seines Lebens setzte er sein Schaffen vor allem mit Reliefstuck an der Seite von Carlo Rainaldi fort und schmückte zahlreiche andere Kirchen in Rom. Er kümmerte sich auch um die Dekoration des Palazzo Borghese, einschließlich der Restaurierung antiker Statuen.